# 千禧年代 (電台節目)

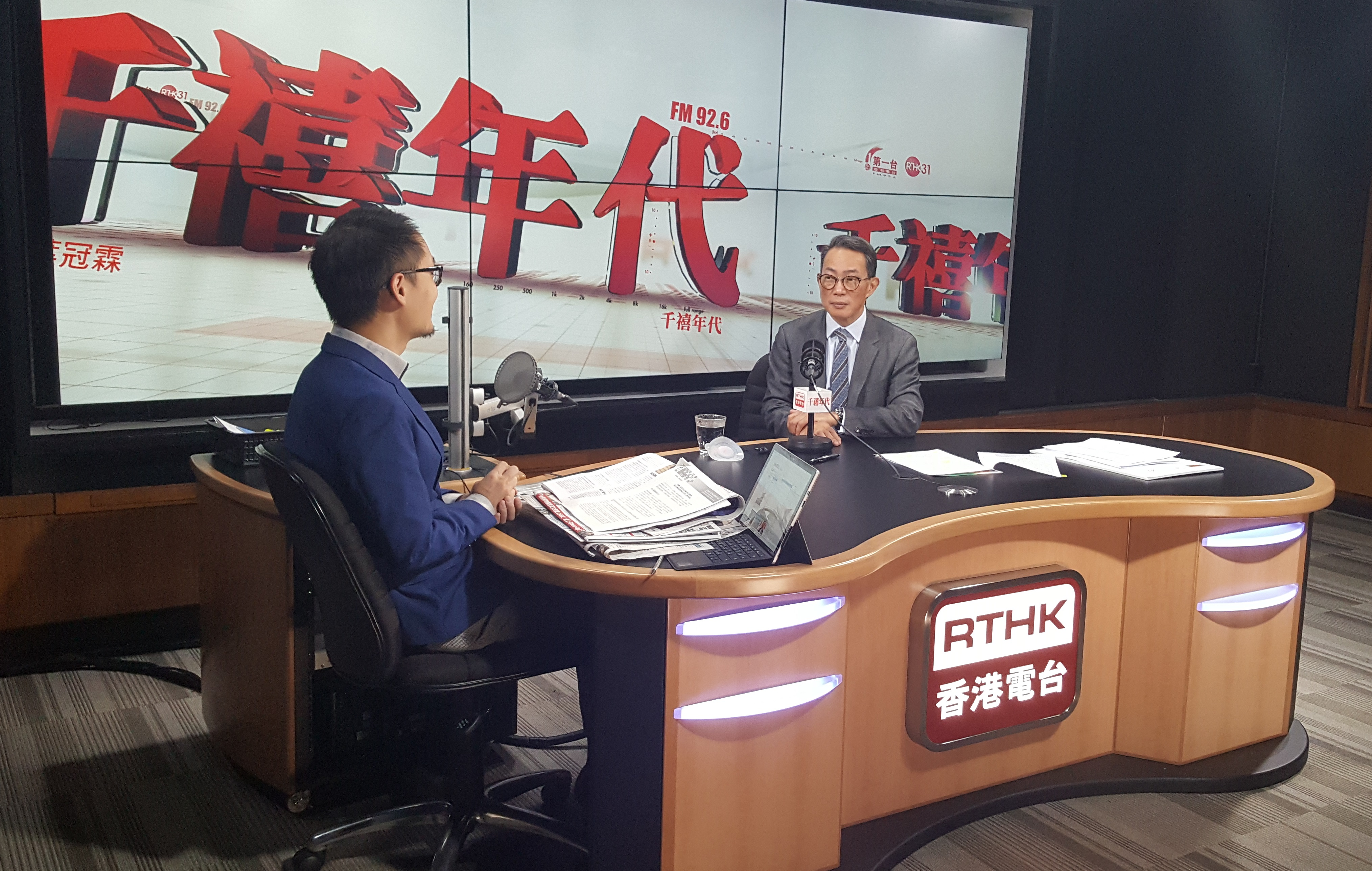
葉冠霖在《千禧年代》訪問香港個人資料私隱專員黃繼兒

《千禧年代》是香港電台的一個時事評論節目，蕭洛汶主持，區麗雅監製，林嘉瑜編導，星期一至星期五上午八點至十點直播。節目自開始時由香港電台第一台及第五台同步廣播，後來約於2008年當第五台在同時段播放張笑容主持的自家製作節目《笑容從家開始》後，《千禧年代》只在第一台播放。為配合香港電台接手亞洲電視模擬頻道及增加廣播時段，節目於2016年4月4日起與港台電視31、31A同步視像直播（上午八點至九點）。

## 內容
本節目前身為1970年代的《太平山下漫步》、1980年代的《八十年代》及1990年代的《九十年代》，節目在2000年1月3日改為現名。本來節目由一名具公務員身份的節目主持接聽聽眾來電而已（早期主持為陳毓祥、李鑾輝、陳耀華），後來商業電台同時段闢設以言論辛辣著稱的名嘴鄭經翰主持節目《風波裡的茶杯》，港台立即改變風格，由吳明林和梁家永主持，後吳明林轉投新城電台，主持人遂改為周融。現在節目形式為由主持人選讀當天熱門新聞，並加上主持的個人意見，之後接受聽眾phone-in參與討論時事。或有時直接電話聯絡新聞事件的當事人，例如政府發言人、政黨等，聽取其解釋。
此外，若駐港解放軍需於星期一至五進行射擊訓練，有關消息會在當日的《千禧年代》中播出，呼籲市民在指定時間內切勿進入指定靶場範圍。

## 主持
- 蕭洛汶
- 陳燕萍
- 鄭婉薇
- 彭德章

## 前任主持
- 周融
- 梁家永
- 吳明林
- 葉冠霖（轉任管理層）
- 區麗雅

## 主持人變更爭議
2011年11月22日，主持周融獲通知將不會再獲續約，將主持節目直到12月底。對此，有人質疑是新上任的廣播處處長鄧忍光要他陪吳志森一起被撤換。

## 梁家永榮休
香港電台於2012年11月宣佈，由於梁家永榮休，因此節目由11月19日開始主持改由以往曾擔任過暫代主持的葉冠霖負責。

## 外部連結
- 千禧年代（页面存档备份，存于）
- 香港電台公共事務組YouTube頻道《千禧年代》網上重溫

| 前一節目： 晨早新聞天地 | 香港電台第一台節目 星期一至星期五上午8時至10時 | 下一節目： 一桶金 |